# Psoralea reverchonii
Psoralea reverchonii är en ärtväxtart som beskrevs av Sereno Watson. Psoralea reverchonii ingår i släktet Psoralea och familjen ärtväxter. IUCN kategoriserar arten globalt som nära hotad. Inga underarter finns listade i Catalogue of Life.